# إريك وليامز (لاعب كرة قدم أمريكية)
إريك وليامز (بالإنجليزية: Eric Williams)‏ هو لاعب كرة قدم أمريكية أمريكي، ولد في 21 فبراير 1960 في رالي في الولايات المتحدة.

## وصلات خارجية
- أريك وليامز على موقع مرجع كرة القدم المحترفة.كوم (الإنجليزية)